# Dinodriloides beddardi
Dinodriloides beddardi är en ringmaskart som beskrevs av Benham 1904. Dinodriloides beddardi ingår i släktet Dinodriloides och familjen Acanthodrilidae. Inga underarter finns listade i Catalogue of Life.